# روني روبنسون (كاتب)
روني روبنسون (بالإنجليزية: Rony Robinson)‏ هو كاتب بريطاني، ولد في 24 ديسمبر 1940.